# San Marco Evangelista
San Marco Evangelista er en kommune i den italienske provins Caserta i Campania. Buen har 6.419(2023) indbyggere. 